# 市立福知山市民病院
市立福知山市民病院（しりつふくちやましみんびょういん）は、京都府福知山市にある医療機関。地域医療支援病院の承認を受けるほか、京都府の災害拠点病院、臨床研修病院など多数の機能の指定を受ける。病院の理念は「命と健康を守り、信頼される病院」。

## 沿革
- 1945年（昭和20年）12月1日 - 国立福知山病院が開院。
- 1949年（昭和24年）4月1日 - 総合外来診療棟が完成。
- 1970年（昭和45年）10月16日 - 現在地に新築移転。
- 1976年（昭和51年）4月1日 - 機能訓練棟が完成。
- 1993年（平成5年）10月1日 - 国立福知山病院の経営移譲を受けて、市立福知山市民病院として開設。
- 1994年（平成6年）4月1日 - 市立福知山市民病院付属看護学校が開校。
- 2006年（平成18年）6月30日 - 新病院での外来診療開始。
- 2007年（平成19年）6月30日 - 新病院が全面完成。
- 2012年（平成24年）3月30日 - 救命救急センターの指定を受ける。
- 2017年（平成29年）5月11日 - ドトールコーヒーが院内に出店[2]

## 診療科
- 内科
- 呼吸器内科
- 消化器内科
- 循環器内科
- 小児科
- 外科
- 整形外科
- 脳神経外科
- 形成外科
- 心臓血管外科
- 小児外科
- 皮膚科
- 精神科
- 神経内科
- 泌尿器科
- 産婦人科
- 眼科
- 耳鼻咽喉科
- リハビリテーション科
- 放射線科
- 麻酔科

## 医療機関指定
出典
| 保険医療機関（各種健康保険取扱機関）                                    | 労災保険指定医療機関                           |
| 原子爆弾被爆者一般疾病指定医療機関                                      | 自立支援医療指定医療機関                       |
| 更生・育成医療（整形外科・心臓血管外科・腎臓・小腸）・精神通院医療      | 生活保護法指定医療機関                         |
| 母体保護法指定医療機関                                                  | 養育医療指定医療機関                           |
| 児童福祉法指定助産施設                                                  | 結核指定医療機関                               |
| 難病の患者に対する医療等に関する法律第14条第1項の規定による指定医療機関 | 指定小児慢性特定疾病医療機関                   |
| 救急告示病院                                                            | 覚せい剤施用機関                               |
| 第二種感染症指定医療機関                                                | 第一種協定指定医療機関                         |
| 第二種協定指定医療機関                                                  | 臨床研修病院（基幹型・協力型）                 |
| 地域災害医療センター                                                    | へき地医療拠点病院                             |
| 京都府地域周産期母子医療センター                                        | 地域がん診療連携拠点病院                       |
| 日本医療機能評価機構認定病院                                            | 京都府地域リハビリテーション支援センター       |
| 肝炎治療医療機関                                                        | 肝がん・重度肝硬変治療研修促進事業指定医療機関 |
| 京都府原子力災害医療協力機関                                            | DMAT指定医療機関                               |
| 地域救命救急センター                                                    | 特定行為研修指定研修機関                       |
| 日本脳卒中学会認定一次脳卒中センター（PSC） 地域医療支援病院            |                                                |
| 京都府医療勤務環境改善支援センター認定いきいき働く医療機関              | 紹介受診重点医療機関                           |
| 小児がん連携病院                                                        |                                                |

## 学会認定施設
出典
| 日本内科学会認定医制度教育関連病院                                           | 日本肝臓学会認定施設                                                       |
| 日本消化器病学会専門医制度認定施設                                           | 日本消化器内視鏡学会専門医制度認定指導施設                                 |
| 日本消化管学会暫定処置による胃腸科指導施設                                   | 日本循環器学会認定循環器専門医研修施設                                     |
| 日本腎臓学会認定教育施設                                                     | 日本外科学会外科専門医制度関連施設                                         |
| 日本消化器外科学会専門医制度指定修練施設                                     | 日本乳癌学会認定医・専門医制度認定施設                                     |
| 日本救急医学会救急科専門医指定施設                                           | 日本整形外科学会認定専門医研修施設                                         |
| 日本脳神経外科学会専門医認定訓練場所                                         | 日本泌尿器科専門医認定教育施設                                             |
| 日本透析医学会専門医制度認定施設                                             | 日本産婦人科学会専門医制度卒後研修指導施設                                 |
| 日本周産期・新生児医学会周産期専門医制度認定補完研修施設                     | 日本眼科学会専門医制度研修施設                                             |
| 日本耳鼻咽喉科学会専門医認定研修施設                                         | 日本麻酔科学会麻酔科認定病院                                               |
| 日本放射線腫瘍学会認定協力施設                                               | 日本がん治療認定医機構認定研修施設                                         |
| マンモグラフィ（乳房エックス線写真）検診施設                                 | 日本臨床栄養代謝学会・NST（栄養サポートチーム）稼動施設                    |
| 日本臨床栄養代謝学会・NST（栄養サポートチーム）専門療法士認定教育施設        | 日本栄養療法推進協議会認定NST（栄養サポートチーム）稼動施設                |
| 日本病理学会研修登録施設                                                     | 日本リハビリテーション医学会研修施設                                       |
| 日本プライマリ・ケア連合学会認定新・家庭医療専門医制度認定研修プログラム     | 日本医学放射線学会放射線科専門医修練機関認定                               |
| 日本医学放射線学会画像診断管理認証施設                                       | 日本IVR学会専門医修練施設                                                  |
| 日本血液学会血液研修施設                                                     | 日本糖尿病学会認定教育施設1                                                |
| 日本皮膚科学会認定専門医研修施設                                             | 日本臨床腫瘍学会認定研修施設                                               |
| 日本乳房オンコプラスティックサージャリー学会乳房再建用エキスパンダー実施施設 | 日本乳房オンコプラスティックサージャリー学会乳房再建用インプラント実施施設 |
| 日本心血管インターベンション治療学会研修関連施設                             | 日本小児外科学会専門医制度教育関連施設                                     |
| 全日本病院協会認定健康保険組合連合会指定日帰り人間ドック実施施設             | 日本脳卒中学会専門医認定制度研修教育施設                                   |
| 日本消化器がん検診学会認定指導施設                                           | 日本膵臓学会認定指導施設                                                   |
| 日本超音波医学会認定超音波専門医研修施設                                     | 日本病院総合診療医学会認定施設                                             |
| 日本大腸肛門病学会認定施設                                                   | 日本総合病院精神医学会一般病院連携精神医学専門医特定研修施設               |
| ラジオ波焼灼術（RFA）日本乳癌学会承認施設                                    | 日本消化器外科学会学会連携（腹腔鏡下肝切除術）                             |

## 交通アクセス
- JR福知山駅より徒歩15分
- 京都丹後鉄道福知山市民病院口駅より徒歩10分
- 京都交通市民病院バス停（福知山線、長田野線、堀循環線、岩間・岩間循環線、川北線、小牧線、夜久野線、まちなか循環路線）
- 丹後海陸交通市民病院バス停（福知山線）

## 周辺の主な病院
- 国立病院機構舞鶴医療センター（舞鶴市）
- 舞鶴共済病院（舞鶴市）
- 舞鶴赤十字病院（舞鶴市）
- 市立舞鶴市民病院（舞鶴市）
- 綾部市立病院（綾部市）
- 京都ルネス病院（福知山市）
- 兵庫県立丹波医療センター（丹波市）